# Ikaasartivaq
Ikaasartivaq est un détroit du Groenland situé au nord-est d'Ammassalik,. 
Il forme avec Aariaa qui le précède l'ancien détroit appelé Ikerarsarsuak qui borde Sermilik.